# Jean Levallois
Pour les articles homonymes, voir Levallois.
Jean Levallois, né le 4 mars 1944 à Cherbourg, est un journaliste et homme politique français.

## Biographie
Après des études à l’École supérieure de journalisme de Lille, il est coopérant au service de l’information du ministère de l’Éducation québécois en 1968. Il entre en 1969 à la rédaction de La Presse de la Manche dont il devient ensuite rédacteur en chef-adjoint et éditorialiste. Officiellement retraité depuis 2005, il signe toujours un billet dans le quotidien départemental.
Il s'engage en politique comme conseiller municipal de Cherbourg, entre 1971 à 1977. Élu conseiller régional divers-droite de Basse-Normandie en 2004, il siège dans les commissions « Jeunesse, culture, sport » et « Solidarité politique de la ville, logement, santé, handicap ». Troisième sur la liste de Jean Lemière, candidat officiel de l'UMP pour les municipales de 2008 à Cherbourg-Octeville, il est élu conseiller d'opposition, et conseiller communautaire.
Démissionnaire de l'UMP et du conseil municipal en décembre 2012, il se présente le 1er octobre 2013 comme candidat à l'élection municipale de 2014. Il cesse ce jour-là de signer l'éditorial de La Presse de la Manche, dernière fonction qu'il occupe depuis son départ à la retraite.
En parallèle de ses activités politiques et professionnelles, il s'engage au sein de la Caisse d'épargne. Membre du conseil d'administration de la caisse cherbourgeoise à partir de 1970, il prend la présidence du conseil d'orientation et de surveillance de la Caisse d'Épargne de Cherbourg en 1985, puis du Nord-Cotentin, de Basse-Normandie en 1991, et de Normandie en 2008. Il est également membre du conseil de surveillance de la Caisse nationale des caisses d'épargne depuis 1999. Président de la SA d’HLM du Cotentin, il est aussi président de l'Association régionale HLM de Basse-Normandie, membre depuis 2000 du comité directeur puis du comité exécutif de l'Union sociale pour l'habitat, vice-président de la Fédération nationale des associations régionales d'organismes HLM et membre du conseil national HLM depuis 2001.
Membre du bureau de l’École supérieure de journalisme de Lille, il est officier de l’Ordre national du Mérite.